# Tantan
Para el de tronco, ver Tam-tam.

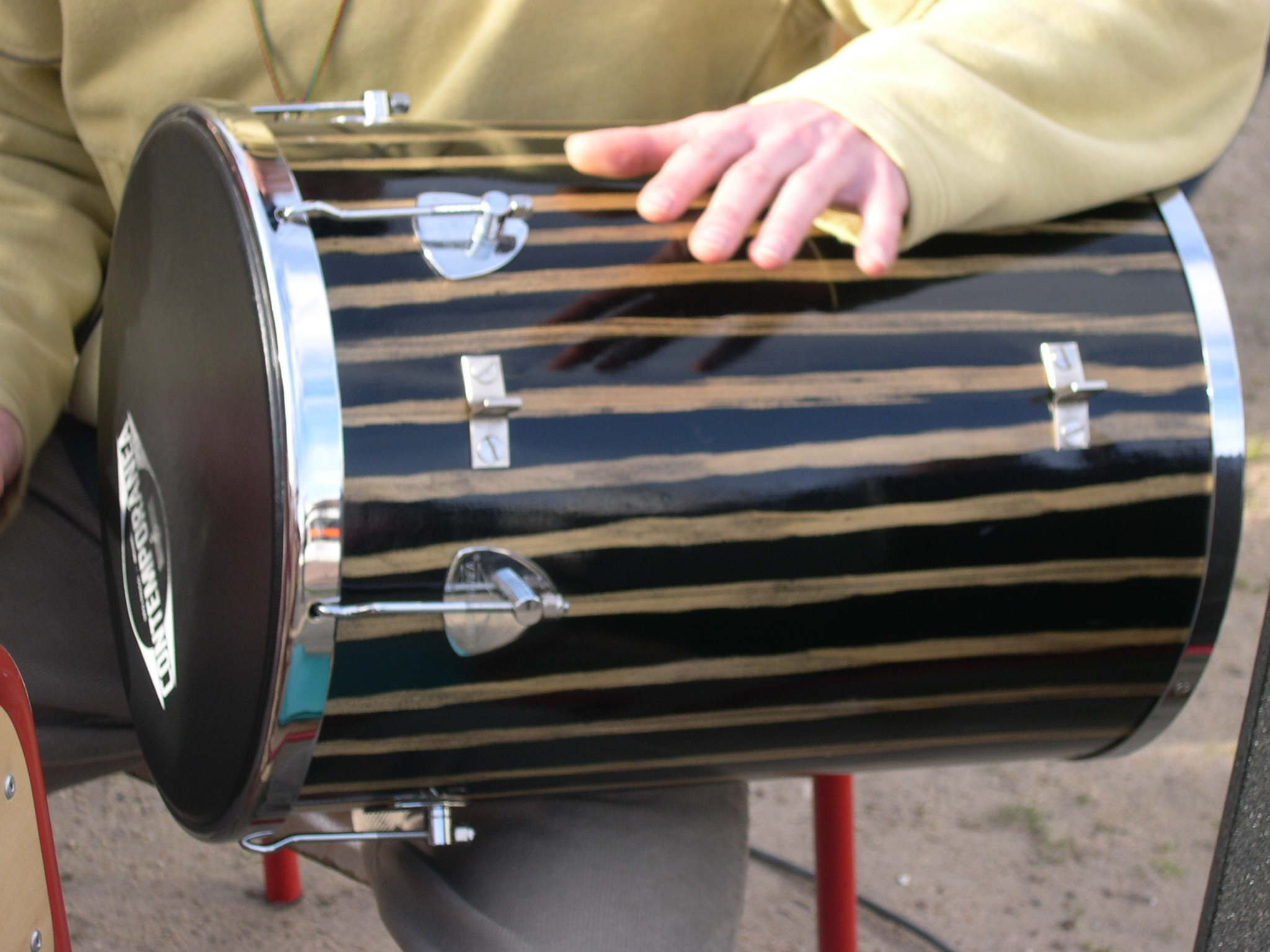
Tamtan.

El tantan o tamtan es un instrumento de percusión membranófono compuesto por dos partes, un caldero recubierto por una membrana que se coloca sobre un pedestal. La membrana del tam-tam se percute con las manos, al igual que la conga. Es un instrumento idiófono de sonido indeterminado, usado principalmente en Brasil.
Este tambor es usado en ensambles brasileños de samba y pagode.
No debe confundirse con tantán, nombre de cierto tipo de campana utilizada en las embarcaciones, también llamada batintín o gong.
- Datos: Q623168
- Multimedia: Rebolos / Q623168